# Apotoforma algoana
Apotoforma algoana är en fjärilsart som beskrevs av Felder 1875. Apotoforma algoana ingår i släktet Apotoforma och familjen vecklare. Inga underarter finns listade i Catalogue of Life.